# Фрей, Каспар
Каспар Фрей (нем. Kaspar Frey, или Kaspar Fryg; около 1460/1470, Баден (Аргау) — 1526 или 1527) — швейцарский хронист и чиновник на службе в Бадене, Цюрихе и Санкт-Галлене, автор прозаических хроник Швабской войны (1499) и итальянских войн (1499—1511).

## Биография
Родился в 1460 или в 1470 году в Бадене (кантон Аргау), в зажиточной бюргерской семье, принадлежавшей к гильдии мясоторговцев, представители которой в XV—XVI веках в нескольких поколениях заседали в городском совете. Отец Ганс в 1487—1497 годах исполнял должность местного шультгейса, мать происходила из старинной семьи Цехендеров. Являлся дальним родственником цюрихского городского писаря Людвига Амманна.
В 1480—1481 годах учился в университете Базеля, где получил степень бакалавра, а в 1483—1485 годах в Парижском университете, где получил степень магистра искусств. Вернувшись в Баден, женился около 1486 года на Гертруде, дочери местного трактирщика Рюдигера Бинда фом Фалькена, их брак, вероятно, был бездетным.
Между 1487 и 1492 годами служил членом городского суда, в 1487—1488 годах отвечал за сбор городских штрафов. В 1492—1494 годах вместе со своим другом Ульрихом Засиусом учился на нотариуса, в декабре 1494 года получив место городского писаря. Находясь в этой должности, сделал немало для упорядочения делопроизводства и правильного ведения городских книг. Летом 1498 года Баденский совет избрал его шультгейсом.
С началом в январе 1499 года Швабской войны, возглавил городское ополчение, приняв участие в военных действиях на северной рейнской границе, но в июне того же года подал в отставку, поступив на службу к настоятелю бенедиктинского аббатства Святого Галла в Санкт-Галлене Готтхарду Гильтбургскому, исполняя для него в июле-сентябре дипломатические поручения, в том числе на мирных переговорах в Шаффхаузене и в Базеле. В Санкт-Галлене познакомился с монастырским нотариусом Никлаусом Шрадином, автором рифмованной хроники Швабской войны (1500).
С октября 1499 по ноябрь 1504 года занимал должность фогта аббатства Санкт-Галлена, управляя монастырскими землями, после чего аббатом Францем Гайсбером назначен был рейхсфогтом судебных округов Роршаха, Штайнаха, Гольдаха и Мёршвиля, с резиденцией в Роршахе на Боденcком озере.
С 1506 года был членом капитула аббатства, а с 1510 года представлял его в законодательном собрании Швейцарской конфедерации. В 1507 году в должности капитана отряда Санкт-Галлена участвовал в походе французского короля Людовика XII на Геную.
Осенью 1515 года был избран городским писарем Цюриха, оставаясь в этой должности до весны 1526 года. Поддержал начавшуюся там в 1519 году реформацию, близко познакомившись с её вождём Ульрихом Цвингли, который неоднократно пользовался его услугами. Вместе с Цвингли вошёл в кружок местных гуманистов, членами которого также были Генрих Глареан, Иоахим Вадиан, Беатус Ренанус и Ульрих Цазий.
Весной 1526 года был избран в городской совет, но вскоре подал в отставку по состоянию здоровья. Умер в Цюрихе между 26 сентября 1526 года, которым датировано его завещание, и 24 июня 1527 года.

## Сочинения

### Хроника Швабской войны
Основным историческим трудом Фрея стала прозаическая «Хроника Швабской войны 1499 года» (нем. Schwabenkriegschronik), составлявшаяся им на немецком языке с сентября 1499 года по апрель 1500 года в аббатстве Санкт-Галлен. Будучи наиболее ранним известным сегодня сочинением по истории этого конфликта, она подробно и ярко  описывает почти все его события, не только военные, но и дипломатические, начиная с официального объявления швабами войны 20 января 1499 года в Констанце, и кончая заключением 22 сентября того же года Базельского мира, предваряя изложение историографическим обзором.
Особое внимание автор уделяет политике императора Священной Римской империи Максимилиана I, короля Франции Людовика XII и герцога Милана Лодовико Моро, причём действия союзника конфедерации французского монарха однозначно им осуждаются, при явных симпатиях с его стороны к личности противника — эрцгерцога Австрийского.
При всей очевидной морально-дидактической направленности хроники Фрея, для неё характерно уже причинно-следственное понимание истории, с подчёркиванием не только коллективной, но и индивидуальной ответственности за развязывание войны со стороны австрийцев и швабов, правители которых в течение долгих лет, по мнению летописца, унижали достоинство швейцарцев.
Достоверность и хронологическая точность изложения материала во многом обусловлены личным опытом Фрея как непосредственного участника войны, опиравшегося, вместе с тем, и на рассказы других очевидцев. Особенно ценными являются описания им повседневной жизни и военного быта на позициях швейцарцев около Кобленца напротив Вальдсхута, деталей битвы при Дорнахе, а также подробностей мирных переговоров в Шаффхаузене и Базеле, в которых он также принимал участие в качестве представителя Санкт-Галленского аббатства.
Помимо этого, Фрей пользовался данными военной и дипломатической корреспонденции, материалами архива канцелярии Цюриха, доступ к которому предоставил ему Людвиг Амманн, а также дипломатическими актами, в составлении которых участвовал сам. В тексте его хроники полностью приведены тексты таких документов, как военный порядок Швабской лиги, захваченный швейцарцами, мандат императора Максимилиана I от 22 апреля 1499 года и мирный договор в Базеле.
Вероятно, Фрей планировал выпустить свой труд в печать, однако этого так и не произошло, и свет увидело лишь издание основанной на его материалах рифмованной «Хроники Швабской войны» (нем. Chronik des Schwabenkriegs), принадлежащей перу его  коллеги по канцелярии Санкт-Галлена Никлауса Шрадина.
Тем не менее, сочинение Фрея получило широкое признание в швейцарской историографии XVI столетия. В 1507 году его использовал в качестве источника для своей «Хроники Швейцарской конфедерации» Петерманн Эттерлин, в 1513 году Диболд Шиллинг Младший в иллюстрированной «Люцернской хронике», в 1510-х годах Хайнрих Бреннвальд в своей «Истории гельветов», а в 1530-х годах Валериус Ансельм в «Бернской хронике». 
После смерти последнего в 1546/1547 году, рукопись хроники Фрея обнаружена была в его доме бернским деканом и историком Йоханнесом Галлером, отправившим её в Цюрих известному гуманисту Самуилу Пелликану, который, в свою очередь, познакомил с ней местного историка и издателя Иоганна Штумпфа. Сделанная Пелликаном копия манускрипта сохранилась в составе рукописного сборника его собственных произведений и сочинений современников, и ныне является единственным источником полного текста хроники.
Рукопись эта хранится ныне в библиотеке кантона Тургау в Фрауэнфельде (Y 149, Nr. 1, fol. 22r–115v).

### Миланская хроника
Как продолжение летописи Швабского конфликта Фреем задумана была «Хроника Миланской войны» (нем. Mailänderkriegschronik), составлявшаяся им в несколько этапов примерно с 1503 по 1511 год. В центре её повествования находятся действия наёмных швейцарских войск на полях сражений Второй итальянской войны (1499—1504) и раннего периода войны Камбрейской лиги (1508—1509).
Особенно подробно и достоверно изложены события конфликта 1501—1503 годов с французами из-за вступившей в Швейцарский союз Беллинцоны, а также похода армии Людовика XII в 1507 году на Геную, в котором принимал участие сам автор.
«Хроника Миланской войны», сведениями которой также пользовались в своих трудах Хайнрих Бреннвальд и Валериус Ансельм, сохранилась в единственной рукописи в составе того же сборника из кантональной библиотеки Тургау (Y 149, Nr. 6, fol. 312r–343r; Nr. 8, fol. 379r–423r).

### Переводы
C 1512 года Фрей работал также над переводом на немецкий язык латинской «Истории Иерусалима» (лат. De Origine et conuersa tione bonorum Regum & laude Ciuitatis Hierosolymae: cum exhortatione eiusdem recuperandae) известного страсбургского гуманиста Себастьяна Бранта, основанной на хронике Энеа Сильвио Пикколомини и напечатанной ещё в 1495 году в Базеле. Вольное переложение им латинского оригинала, в котором нашли отражение его собственные политические взгляды на политику императора Священной Римской империи Максимилиана, было издано в 1518 году в Страсбурге печатником Иоганном Кноблохом.

## Издания
- Die Schwabenkriegschronik des Kaspar Frey und ihre Stellung in der eigenцssischen Historiographie des 16. Jahrhunderts Andre G 2 vol. — Stuttgart: Kohlhammer, 2010. — xlix, 1002 s. — ISBN 978-3170209824.